# Madara Palameika
Madara Palameika (née le 18 juin 1987 à Talsi) est une athlète lettonne, spécialiste du lancer du javelot.

## Biographie
Elle détient le record national avec 64,51 m réussis le 19 juillet 2009 à Kaunas pour remporter la médaille d'or aux Championnats d'Europe espoirs 2009.
Le 22 mai 2016, lors du Meeting international Mohammed-VI de Rabat, Palameika établit un nouveau record du meeting avec un jet à 64,76 m, améliorant les 63,77 m de l'Espagnole Mercedes Chilla. Très en forme, la Lettone s'impose au Birmingham Grand Prix avec un jet à 65,68 m, tout proche de son record (66,15 m) en réalisant une très bonne série de jets (65,06 m — 64,01 m — 59,96 m — 65,68 m — 64,61 m).
Parmi les favorites pour le titre européen, Palameika ne se classe que 7e des Championnats d'Europe d'Amsterdam avec 60,39 m. La même malchance se produit aux Jeux olympiques de Rio : elle se classe 10e de la finale avec 60,14 m. La semaine suivante, elle remporte son 3e meeting de Ligue de diamant de l'année à l'occasion de l'Athletissima de Lausanne avec 65,28 m puis s'impose le 9 septembre lors de la finale au Mémorial Van Damme de Bruxelles avec un record de Lettonie à 66,18 m. Par cette occasion, elle remporte le trophée de la Ligue de diamant et est la première athlète de Lettonie (hommes et femmes confondus) à remporter ce lauréat.

## Palmarès
| Date | Compétition                       | Lieu             | Résultat | Marque  |
| ---- | --------------------------------- | ---------------- | -------- | ------- |
| 2007 | Championnats d’Europe espoirs     | Debrecen         | 3e       | 57,07 m |
| 2009 | Championnats d’Europe espoirs     | Kaunas           | 1re      | 64,51 m |
| 2010 | Championnats d’Europe             | Barcelone        | 7e       | 60,78 m |
| 2011 | Championnats du monde             | Daegu            | 10e      | 58,08 m |
| 2012 | Championnats d’Europe             | Helsinki         | 8e       | 56,82 m |
| 2012 | Jeux olympiques                   | Londres          | 8e       | 60,73 m |
| 2013 | Championnats d'Europe par équipes | Banská Bystrica  | 2e       | 57,07 m |
| 2014 | Championnats d'Europe par équipes | Riga             | 2e       | 59,54 m |
| 2014 | Championnats d’Europe             | Zurich           | 4e       | 62,04 m |
| 2014 | Ligue de diamant                  | Ligue de diamant | 6e       | détails |
| 2015 | Championnats d'Europe par équipes | Heraklion        | 2e       | 58,86 m |
| 2015 | Ligue de diamant                  | Ligue de diamant | 3e       | détails |
| 2016 | Championnats d'Europe             | Amsterdam        | 7e       | 60,39 m |
| 2016 | Jeux olympiques                   | Rio de Janeiro   | 10e      | 60,14 m |
| 2016 | Ligue de diamant                  | Ligue de diamant | 1re      | détails |
| 2018 | Championnats d'Europe             | Berlin           | 9e       | 57,98 m |
| 2019 | Jeux européens                    | Minsk            | 3e       | 63,22 m |
| 2022 | Championnats d'Europe             | Munich           | 9e       | 56,55 m |

## Records
| Épreuve           | Performance  | Lieu      | Date             |
| ----------------- | ------------ | --------- | ---------------- |
| Lancer du javelot | 66,18 m (NR) | Bruxelles | 9 septembre 2016 |